# Сютпилих
Сютпили́х (рос. Сютпылых, чув. Çутпылăх) — присілок у складі Чебоксарського району Чувашії, Росія. Входить до складу Акулевського сільського поселення.
Населення — 86 осіб (2010; 74 у 2002).
Національний склад:
- чуваші — 94 %